# Мерфи, Рон (звукоинженер)
Рон Мерфи (англ. Ron Murphy; 3 марта 1948 — 12 января 2008) — известный звукоинженер, живший в Детройте и оказавший существенное влияние на развитие детройт-техно. Владелец студии мастеринга National Sound Corporation (NSC), позже переименованной в Sound Enterprises, и лейбла NSC Records.

## Биография
Пластинки Moodymann или Хуана Аткинса, первый релиз Underground Resistance или The Choice Рона Трента и Чеза Дамьера с лейбла KMS — все они изначально прошли через руки Рона Мерфи. В своей мастеринговой студии National Sound Corporation (NSC) он наводил последние штрихи на многие классические техно- и хаус-работы сделанные в «Городе моторов». Аббревиатура NSC, нацарапанная на внутренней стороне пластинки, стала торговым знаком и знаком качества. Мерфи был в меньшей степени звукоинженером и в большей наставником и первым критиком музыкантов. 
В 1989 году Хуан Аткинс и Дэррик Мэй случайно заметили аппарат для нарезания ацетатных пластинок в одном из детройтских музыкальных магазинов. Владельцем магазина был Мерфи, которому и принадлежал этот аппарат. С того момента между началась длинная дружба. Отец Мерфи работал в киноиндустрии, а детство Мерфи прошло под звуки пластинок с лейбла Motown. Дух шестидесятых Мерфи узрел в новой музыке под названием техно. В его идеях не было ничего ортодоксального: на пластинке Loops Of Saturns он убедил Джеффа Миллза нарезать лупы, а Кевина Сондерсона убедил записать пластинку в совершенно новой технологии — когда звукосниматель движется от центра пластинки к её краю. При этом Рон устанавливал новые звуковые стандарты: интенсивность, динамика и тёплое звучание. Будучи ярым противником компрессии он работал на оборудовании выпущенном в 1939 году. 
12 января 2008 года Рон Мерфи умер от разрыва сердца. «Он был необычайно важной фигурой для развития детройтской техно-сцены», говорил Майк Бенкс, а Энтони Шакир сказал, что с его смертью детройтское-техно потеряло необычайно сильного защитника, обладавшего огромными музыкальными знаниями. Чтобы похоронить Мерфи, пришлось объявить сбор средств, так как Рон не был застрахован.